# Северна същинска дървесница
Северните същински дървесници (Setophaga americana), наричани също американски същински дървесници и северни парули, са вид дребни птици от семейство Певачови (Parulidae).
Те са прелетни птици, които гнездят в източните части на Северна Америка, а зимуват в района на Мексиканския залив и Карибско море. Достигат 11 – 12 сантиметра дължина и маса 5 до 11 грама. Хранят се главно с живеещи по земята безгръбначни.